# Ixodes longiscutatus
Ixodes longiscutatus este o specie de căpușe din genul Ixodes, familia Ixodidae, descrisă de Boero în anul 1944. Conform Catalogue of Life specia Ixodes longiscutatus nu are subspecii cunoscute.